# Mike Dunleavy
Mike Dunleavy (hay Michael James Dunleavy, sinh ngày 5 tháng 5 năm 1961) là chính trị gia người Mỹ. Ông hiện là Thống đốc thứ 12 của tiểu bang Alaska từ năm 2018. Ông nguyên là Thượng nghị sĩ tiểu bang tại Thượng viện Alaska từ năm 2013 đến năm 2018. Ông đã đánh bại cựu Thượng nghị sĩ Đảng Dân chủ Hoa Kỳ Mark Begich trong cuộc bầu cử Thống đốc năm 2018 sau khi Thống đốc đương nhiệm Bill Walker từ bỏ cuộc đua, trở thành Thống đốc Alaska.
Mike Dunleavy là Đảng viên đảng Cộng hòa, học vị Thạc sĩ Giáo dục, chính trị gia bảo thủ.

## Xuất thân, giáo dục và giai đoạn đầu
Mike Dunleavy sinh ngày 5 tháng 5 năm 1961 tại thành phố Scranton, quận Lackawanna, Pennsylvania, Hoa Kỳ, tên khai sinh là Michael James Dunleavy. Ông lớn lên vào theo học trường công tại quê nhà, tốt nghiệp năm 1979 tại Trường Trung học Trung tâm Scranton. Ông hoàn thành bằng Cử nhân Nghệ thuật chuyên ngành Lịch sử tại Đại học Misericordia ở thị trấn Dallas, Pennsylvania vào năm 1983. Sau đó, ông tới thành phố tự quản Fairbanks vùng Alaska, theo học Đại học Alaska Fairbanks, lấy bằng Thạc sĩ Giáo dục. Từ đây, ông chuyển đến sống hẳn ở Alaska vào năm 1983, và theo đuổi sự nghiệp giáo viên, dần dần là Hiệu trưởng trường học và Giám đốc khu học chính. Trước khi đắc cử vào Thượng viện Alaska, ông đã phục vụ trong Hội đồng quận Matanuska-Susitna, bao gồm hai năm là Chủ tịch của hội đồng.
Năm 2012, Mike Dunleavy tuyên bố tranh cử vị trí Thượng nghị sĩ tiểu bang Alaska. Ông đối đầu với Thượng nghị sĩ bang đương nhiệm Linda Menard, đại diện cho quận G, quận D. Ngày 28 tháng 8 năm 2012, tại bầu cử sơ bộ nội bộ Đảng Cộng hòa, ông đã giành chiến thắng với 2.802 phiếu bầu (57,42%). Trong cuộc tổng tuyển cử ngày 6 tháng 11, ông giành chiến thắng với 11.724 phiếu bầu (94,24%) so với các ứng cử viên khác, trở thành Thượng nghị sĩ Alaska.

## Thống đốc Alaska

### Tranh cử
Vào năm 2017, Mike Dunleavy tuyên bố sẽ tranh cử Thống đốc vào năm 2018, nhưng đã từ bỏ cuộc đua vào tháng 9 năm 2017, với lý do các vấn đề về sức khỏe tim. Vào tháng 12 năm 2017, ông tuyên bố trở lại cuộc đua. Ông từ chức Thượng nghị sĩ Thượng viện Alaska có hiệu lực từ ngày 15 tháng 1 năm 2018 để tập trung vào chiến dịch tranh cử của mình. Trung tá Không quân Hoa Kỳ đã nghỉ hưu Mike Shower được Thống đốc Bill Walker chọn làm người kế nhiệm và được xác nhận bởi cuộc họp kín của Thượng viện Alaska sau khi nhiều ứng cử viên thay thế bị từ chối. Cựu Chủ tịch Thượng viện Alaska Kevin Meyer được Mike Dunleavy liên kết làm người đồng hành trong chiến dịch của mình.

### Nhiệm kỳ
Mike Dunleavy và Kevin Meyer lần lượt là các ứng cử viên của Đảng Cộng hòa cho chức Thống đốc và Phó Thống đốc của Alaska và được bầu trong cuộc tổng tuyển cử tháng 11 năm 2018. Mike Dunleavy tuyên thệ nhậm chức vào ngày 3 tháng 12 năm 2018. Ông bổ nhiệm Kevin Clarkson làm Tổng Chưởng lý Alaska. Vào ngày 28 tháng 6 năm 2019, ông thực hiện quyền phủ quyết với tư cách là Thống đốc để cắt giảm 433 triệu USD, bao gồm cắt giảm 130 triệu USD (41%) đóng góp của tiểu bang cho Đại học Alaska. Cũng vào ngày này, ông đã phủ quyết số tiền 335.000 USD từ ngân sách của Tòa án Tối cao Alaska, tuyên bố rằng ông làm như vậy vì Tòa án cho rằng tiểu bang được yêu cầu theo Hiến pháp để cung cấp tài trợ công cho các ca phá thai tự chọn. Tháng 9 năm 2020, Mike Dunleavy đồng ý bồi hoàn cho tiểu bang 2.800 USD cho các quảng cáo đảng phái được cho là đã được thanh toán bằng ngân quỹ của tiểu bang. Ông không thừa nhận hành vi sai trái, nhưng tuyên bố rằng việc giải quyết các cáo buộc là vì lợi ích tốt nhất của Alaska.

### Bất đồng từ cộng đồng

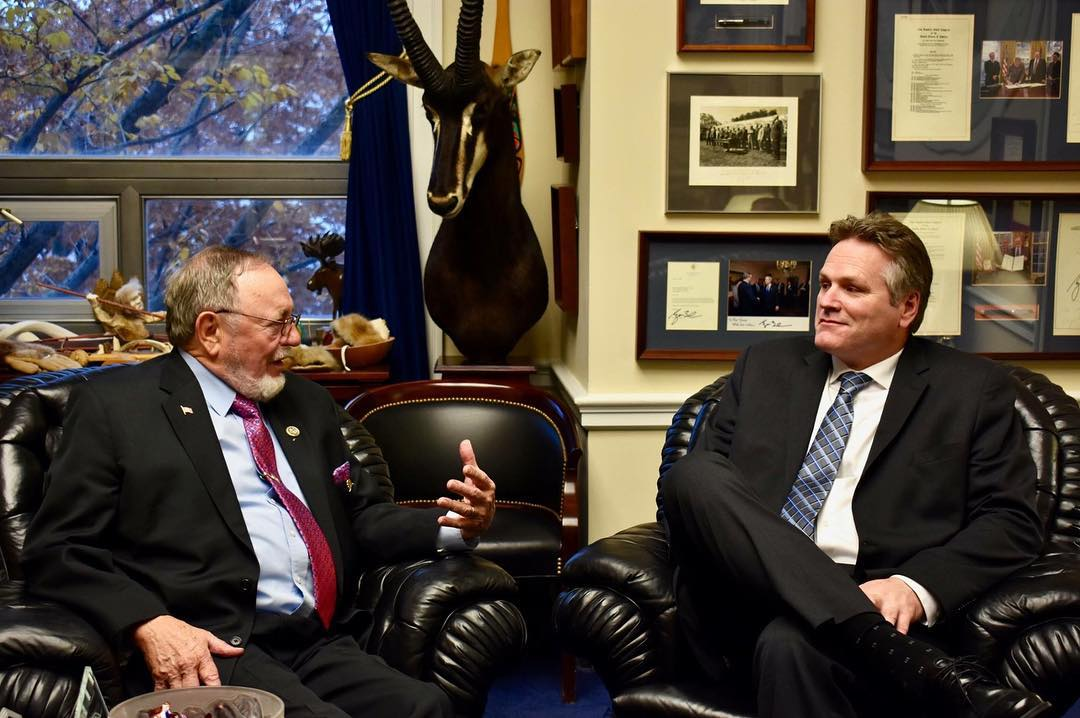
Trưởng khoa Hạ viện Hoa Kỳ Don Young và Mike Dunleavy năm 2018.

Trong nhiệm kỳ của mình, Mike Dunleavy gặp những bất đồng từ chính sách thực thi. Vào ngày 15 tháng 7 năm 2019, một nỗ lực chấm dứt nhiệm kỳ Thống đốc của ông bắt đầu sau phản ứng dữ dội của công chúng về việc Mike Dunleavy cắt giảm hỗ trợ công, giáo dục cho Đại học Alaska (cắt 135 triệu USD). Để có bản kiến nghị được chứng nhận bởi Bộ phận bầu cử, những người khởi kiện phải nộp 28.501 chữ ký (xấp xỉ 10% dân số bỏ phiếu trong cuộc tổng tuyển cử trước đó của Alaska). Vào ngày 5 tháng 9 năm 2019, các tình nguyện viên đã gửi 49.006 chữ ký thỉnh nguyện cho Ban bầu cử Alaska để được chứng nhận. Sau đó, ngày 4 tháng 11 năm 2019, Bộ phận bầu cử đã từ chối chứng nhận kiến nghị này sau khi Tổng Chưởng lý bang Alaska Kevin Clarkson đưa ra ý kiến pháp lý. Kevin Clarkson thừa nhận rằng những người khởi kiện đã nộp đủ chữ ký và trả các khoản phí cần thiết, nhưng khẳng định rằng bốn cáo buộc chống lại Thống đốc không đáp ứng được bất kỳ lý do nào được liệt kê để thu hồi như bỏ bê nhiệm vụ, không đủ năng lực hoặc thiếu thể lực. Những người khởi kiện tuyên bố rằng họ sẽ kháng cáo quyết định của bộ phận bầu cử. Vào tháng 1 năm 2020, Thẩm phán Eric Aarseth của Tòa án Cấp cao Anchorage đã bác bỏ quyết định của bộ phận không chứng nhận đơn yêu cầu thu hồi. Tiểu bang đã kháng cáo phán quyết của Aarseth lên Tòa án Tối cao Alaska, vào ngày 8 tháng 5 khẳng định rằng nỗ lực thu hồi có thể được tiếp tục. Nỗ lực Recall Dunleavy không thể gửi đủ chữ ký để kích hoạt một cuộc bầu cử thu hồi vào tháng 11 năm 2020 nhưng cho biết họ có kế hoạch tiếp tục thu thập chữ ký với hy vọng tổ chức một cuộc bầu cử thu hồi vào năm 2021.

## Lịch sử tranh cử
| Đảng          | Đảng          | Thành viên      | Phiếu bầu | %     |
| ------------- | ------------- | --------------- | --------- | ----- |
|               | Cộng hòa      | Mike Dunleavy   | 43,802    | 61,5  |
|               | Cộng hòa      | Mead Treadwell  | 22,780    | 32,0  |
|               | Cộng hòa      | Michael Sheldon | 1,640     | 2,3   |
|               | Cộng hòa      | Merica Hlatcu   | 1,064     | 1,5   |
|               | Cộng hòa      | Thomas Gordon   | 884       | 1,4   |
|               | Cộng hòa      | Gerald Heikes   | 499       | 0,7   |
|               | Cộng hòa      | Darin Colbry    | 416       | 0,6   |
| Tổng số phiếu | Tổng số phiếu | Tổng số phiếu   | 71,195    | 100.0 |

| Tổng tuyển cử Thống đốc Alaska 2018 | Tổng tuyển cử Thống đốc Alaska 2018 | Tổng tuyển cử Thống đốc Alaska 2018 | Tổng tuyển cử Thống đốc Alaska 2018 | Tổng tuyển cử Thống đốc Alaska 2018 | Tổng tuyển cử Thống đốc Alaska 2018 |
| Đảng                                | Đảng                                | Ứng cử viên                         | Số phiếu                            | %                                   | ±                                   |
| ----------------------------------- | ----------------------------------- | ----------------------------------- | ----------------------------------- | ----------------------------------- | ----------------------------------- |
|                                     | Cộng hòa                            | Mike Dunleavy                       | 145.631                             | 51,44%                              | +5,56%                              |
|                                     | Dân chủ                             | Mark Begich                         | 125.739                             | 44,41%                              | +44,41%                             |
|                                     | Độc lập                             | Bill Walker (đương nhiệm) (rút lui) | 5.757                               | 2,03%                               | -46,07%                             |
|                                     | Tự do                               | William Toien                       | 5.402                               | 1,91%                               | -1,30%                              |
| Tổng số phiếu                       | Tổng số phiếu                       | Tổng số phiếu                       | 283.134                             | 100.0%                              | N/A                                 |
|                                     | Cộng hòa đánh bại Độc lập           |                                     |                                     |                                     |                                     |

## Đời tư
Mike Dunleavy kết hôn với Rose Newlin, cả hai có ba người con gái là Maggie, Catherine và Ceil. Gia đình sống ở cả vùng quê lẫn thành phố của Alaska, thường xuyên tham gia các kỳ nghỉ săn bắn, câu cá, đánh tuyết và cắm trại ở Alaska.